# Marcia (musica)
La marcia (in francese marche; in inglese march; in tedesco Marsch; in spagnolo marcha) è una composizione musicale dal ritmo marcato, nata per accompagnare l'incedere di un'unità militare, e secondariamente di altri cortei (religiosi, civili), regolandone il passo in modo uniforme e cadenzato. Ha quindi accenti metrici regolari ed è spesso solenne, sebbene il carattere muti in base alla concreta destinazione.
Molti inni nazionali condividono queste caratteristiche o sono quanto meno marciabili; spesso si tratta proprio di marce assurte a simbolo nazionale, sebbene la marcia sia per natura composizione puramente strumentale. La marcia entra nella musica d'arte come parte di composizioni più ampie (opere, operette, balletti, sonate, sinfonie) ed è sfruttata anche in altri campi della cultura che impiegano la musica (colonne sonore cinematografiche).

## Etimologia
Il termine deriva dal verbo francese marcher, a sua volta dal francone *markôn («lasciare impronte»), e sta anticamente per «battere a piedi». All'epoca della guerra dei trent'anni (1618-1648) quest'accezione è già slittata verso la musica che accompagna gli spostamenti delle formazioni militari. Un'etimologia alternativa è rintracciata nel galloromano *marcare, a sua volta dal latino marcus («martello»).

## Storia

### Precedenti storici
La marcia rappresenta il più elementare passo di danza e si evolve a partire dai segnali che, fin dagli albori della società umana, miravano a sincronizzare il cammino, il lavoro, la danza stessa, attraverso percussioni o squilli di tromba. Da questi singoli segnali, che spesso era necessario reiterare, è breve il passo verso la rudimentale cellula musicale di una progressione ritmica.
Già nel XVI secolo a.C. esiste testimonianza di musica eseguita per scandire il passo delle truppe, e nel XIV Cretesi e Assiri introducono nella musica processionale strumenti estranei alla funzione di marcare il tempo (flauto, lira, arpa). Analoghe usanze sono in voga presso i Cinesi e altre civiltà orientali, più o meno remote (Persiani, Indiani), presso gli Egizi, gli Ebrei, i Greci, i Babilonesi. Narra Tucidide che gli Spartani nella battaglia di Mantinea procedono al suono degli auloi per tenere regolarmente il passo.
Vasto è il novero degli strumenti in uso insieme ai tamburi: tra questi si ricordano il caratteristico sistro egizio e i diversi tipi di tromba (tuba, lituo, buccina) e corno, il cui impiego si estende dagli ebrei agli altri popoli, tra cui Etruschi e Romani. Questa musica svolge anche varie altre funzioni nell'ambito militare, dall'esaltazione dei soldati, all'intimidazione del nemico, allo svolgimento di parate e cerimonie solenni, alla celebrazione della vittoria.
Precoce è la recezione della musica processionale nelle celebrazioni religiose o civili: si ricordano in tal senso i cortei delle Dionisie greche del VI secolo a.C., accompagnati da fiati di grande potenza sonora, che eseguono tipiche melodie dal nome di πομπικά (pompiká) e trovano menzione nell'Iliade. Anche l'entrata in scena del coro in teatro con i canti aulodici pare seguire il solco di questa tradizione.
Nel medioevo la marcia trova i suoi antecedenti nella musica per fanfara - termine che designa al tempo stesso un tema musicale e un insieme di fiati e percussioni consolidatosi nel tempo tanto in Europa quanto nel Medio Oriente - e quindi nelle cacce dell'Ars nova italiana e francese del Trecento. Altri precedenti sono i canti bassomedievali dei crociati e dei lanzichenecchi.

### XVI secolo

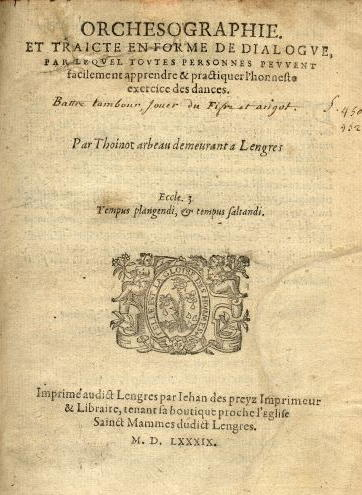
Orchésografie

La Musica getutscht und außgezogen di Virdung (1511) ricorda l'accoglienza riservata ai principi nelle città al suono di percussioni e fiati: il contesto solenne e l'organico lascia intendere che la musica di benvenuto avesse carattere di marcia. Nel corso del Cinquecento il ritmo di marcia, unitamente a temi di fanfara, appare nella Bataille de Marignan (1528) di Janequin (con imitazioni vocali di trombe e tamburi) ed è teorizzato nell'Orchésographie di Thoinot Arbeau (1589); segue, di poco, una raccolta di marce per virginale di Byrd note come The Battle (1591).
L'Orchésographie rappresenta una fondamentale e precoce testimonianza scritta della marcia, e rende già conto delle differenti tradizioni militari, ciascuna fornita di un ritmo identitario nazionale scandito dai tamburi. I soldati marciano alternando le note e le pause in modo da non confondere il ritmo e non ostacolarsi a vicenda. Ciò può avvenire anche su schemi metrici dispari (ternari), poiché i soldati posano il piede esclusivamente sul tempo forte (in battere). Seguono alcuni esempi (le lettere L e R indicano qui il passo sinistro e destro dei soldati).
|            | Tamburo francese | (quaternario)                                                                     | Audio playback is not supported in your browser. You can download the audio file. |
| (ternario) | Tamburo francese | Audio playback is not supported in your browser. You can download the audio file. |                                                                                   |
|            | Tamburo svizzero | Tamburo svizzero                                                                  | Audio playback is not supported in your browser. You can download the audio file. |
|            | Tamburo svevo    | Tamburo svevo                                                                     | Audio playback is not supported in your browser. You can download the audio file. |

Su questi schemi il tamburo poteva introdurre variazioni combinando valori diversi sul tempo debole, secondo quanto capillarmente descritto nel trattato. Si tratta ancora di musica rudimentale, ma l'Orchésographie, dopo aver descritto gli strumenti in uso presso i Romani e nel presente, testimonia anche il ricorso all'improvvisazione melodica da parte dei fiffari (o di altri flauti) sulla base ritmica delle percussioni. La forma musicale della marcia nasce quindi come ornamento di questa semplice base percussiva a funzione squisitamente pratica.
Un altro fattore di differenziazione nazionale della marcia è il canto dei soldati che accompagna la sua evoluzione e ricalca la canzone e la danza tipiche delle varie nazioni (come l'allemanda che forma il modello strumentale della marcia tedesca). Tal è la caratterizzazione nazionale delle marce che nel 1776 Hawkins potrà permettersi di distinguere le marce francesi «vivaci e agili» dalle inglesi «dignitose e gravi».

### XVII secolo
Il regno di Luigi XIV, nella Francia del Seicento, vede notevoli innovazioni e un'autentica regolamentazione legale dei segnali sonori in uso nell'esercito. Del 10 luglio 1670 è l'ordinanza regale che disciplina le diverse batterie di tamburi impiegate nelle armate e nei reggimenti, tra le quali La générale di Lulli ha funzione di chiamare alla marcia tutta la fanteria. Le altre marce sono tipicamente differenziate a seconda del corpo militare.
Quasi tutta l'opera di Lulli nel genere della marcia è testimoniata dalla raccolta manoscritta custodita a Versailles nella quale Philidor il Vecchio trascrisse un centinaio tra marce, richiami e segnali militari, sia francesi sia esteri. Molti di essi sono inclusi in appendice al manuale di musica militare pubblicato da Kastner nel 1848.
Con Lulli, autore della Marche françoise in uso come marcia d'ordinanza fino al tempo della Rivoluzione, e con La retraite di Philidor si codifica lo schema di due riprese di otto battute ciascuna che - nonostante numerose eccezioni - caratterizza la forma della marcia militare per le bande del re. Un'innovazione fondamentale negli anni 1660 consiste nella sostituzione del fiffaro con l'oboe che, potendo cantare in diversi registri, permette di dar vita a piccole orchestre (generalmente con tre oboi e spesso un fagotto al basso, oltre ai tamburi) negli ensemble tipici della Grande Écurie.
La marcia militare ha ormai caratteri funzionali ben definiti: così ad esempio il tempo, più lento nelle marce funebri o religiose, più movimentato nelle marce militari o trionfali, non potrà in ogni caso eccedere in un senso o nell'altro, pena l'umana impossibilità di seguire il passo. Da questo momento perciò il genere continuerà sì a evolversi, ma solo in senso puramente stilistico, complice la sua trasmigrazione nel campo della musica d'arte.
Essa avviene a partire dall'introduzione della marcia nei balletti, nelle opere (Lulli, Rameau) e negli oratori (Händel), dove la composizione assume il compito di introdurre i personaggi, analogamente ai canti aulodici dell'antichità e dunque in forma e stile di marcia processionale. Nasce così la marcia teatrale, più libera e capace di licenze strutturali e stilistiche, che spesso sfrutta i ritmi tipici delle danze cortigiane e perviene in un novero quasi illimitato di composizioni, incluse le suite per orchestra (Krieger) e per clavicembalo (Couperin) o di musica incidentale (Purcell).

### XVIII secolo
Parallelamente, la tradizione militare della marcia prosegue e si rinvigorisce nel corso del Settecento. Nelle bande del Regno Unito, di fianco alle composizioni di autori locali si usano marce tratte proprio da opere e oratori, spesso di compositori stranieri. Altre volte le melodie provengono dalla tradizione popolare. Le marce estratte da composizioni più ampie superano talvolta in popolarità l'opera stessa, come nel caso di quella che apre lo Scipione di Händel.
In Francia, dove Rousseau alla metà del secolo denuncia la scarsa qualità delle composizioni in confronto alle tedesche Dessauer, Hohenfriedberger e Coburger, tutte reputate migliori sul piano ritmico e più esaltanti in battaglia, le guerre della Rivoluzione e del Primo Impero daranno nuova linfa alla composizione di musica per uso militare. Specialmente importante è il contributo di Gossec, che fornisce il primo arrangiamento della Marsigliese e la cui Marche lugubre testimonia l'evoluzione e l'arricchimento degli organici.
Il ruolo dominante dell'oboe è stato ormai assunto dal clarinetto, mentre appaiono strumenti inusuali (serpentone), antichi (tuba curva) ed esotici (tam tam). Tra le percussioni entrano nella banda europea gli strumenti tipici della cosiddetta musica turca (grancassa, piatti, triangolo) di gran moda nel XVIII secolo. L'evoluzione formale traghetta la marcia dal semplice schema lulliano dapprima a un ampliamento dei due ritornelli, portati fino a sedici battute ciascuno in una tendenza comune alle danze dell'epoca, quindi all'aggiunta di un trio al quale segue tipicamente una ripresa da capo (schema ternario). L'affioramento del trio, che si stabilizzerà soltanto nel secolo successivo, è già presente in una marcia di Haydn, mentre all'inizio dell'Ottocento in Beethoven si trovano due trii caratterizzati dal cambio della tonalità di partenza. Dallo schema ternario, mutuato dal minuetto, la marcia si amplierà poi ulteriormente tendendo alla forma del rondò (con più trii).
Sul versante colto, a frequentare il genere è una vasta schiera di autori dei più rilevanti, molti dei quali ne traggono movimenti di divertimenti e serenate. Tra questi gli stessi Haydn e Mozart, il quale ultimo tratta i movimenti di marcia come una breve forma-sonata e si serve di marce sulla scena di diverse opere (Idomeneo, Le nozze di Figaro, Così fan tutte, Il flauto magico). Haydn dal canto suo, oltre a dedicarsi alla composizione delle più classiche marce militari, pone l'organico bandistico alla base dell'intera sinfonia n. 100.

### XIX secolo
Man mano che si definiscono i tratti della marcia moderna, nell'Ottocento il suo impiego pratico travalica i limiti dello stretto ambito militare. La marcia è ora sfruttata nelle processioni, negli spettacoli, nelle cerimonie solenni. Con le innovazioni tecniche del periodo - come l'aggiunta di pistoni agli ottoni, di chiavi ai legni, o l'invenzione di nuovi strumenti tra cui l'intera famiglia del sassofono - gli organici delle bande si estendono fino a comprendere decine di elementi. La marcia celebra vittorie e personalità militari ed esprime sentimenti patriottici, l'interesse verso il genere è al suo apice. Il compositore di marce è tipicamente anche un autore di danze e non solo un direttore di banda.
Nella musica d'arte sono ancora molti a scrivere marce militari o da cerimonia: così Rossini (Marce militari per le nozze del duca d'Orléans, Marcia per il sultano Abdul Medjid), Meyerbeer (Marcia dell'incoronazione), Ponchielli, e naturalmente Beethoven. Il maestro bonnese compone Zapfenstreiche («ritirate») per banda militare che trovano impiego nei reggimenti austriaci, include movimenti di marcia nella Vittoria di Wellington (1813), pratica il genere della marcia funebre traendone brani da concerto per sinfonie e sonate.
In campo pianistico si rammentano i lavori di Schubert (Marce militari per pianoforte a quattro mani) e Schumann (Marcia dei soldati dall'Album per la gioventù, Marche des Davidsbündler contre les Philistins dal Carnaval); nella canzone alcuni lieder mahleriani (Revelge e Der Tambourg'sell dal Des Knaben Wunderhorn); nella sinfonia Berlioz - al quale si deve anche una rielaborazione della Rákóczi - mira a riprodurre la sonorità bandistica con la Marche au supplice che è il quarto movimento della Fantastica; nell'opera scrivono in forma di marcia, per esigenze sceniche varie, tra gli altri Verdi (Marcia trionfale dell'Aida) e Wagner (Coro nuziale del Lohengrin, Grande marcia del Tannhäuser); nella musica incidentale è nota la Marcia nuziale di Mendelssohn dal Sogno di una notte di mezza estate; nel balletto la Marcia dello Schiaccianoci di Čajkovskij.
È il tempo dello Stato nazionale, dei moti d'indipendenza e delle canzoni patriottiche: nascono quindi, o si ufficializzano, diversi inni nazionali in forma di marcia o marciabili; e se non si tratta di nuove composizioni - come sovente in America Latina ma talora anche in Europa - si tratta spesso di vere e proprie marce già in uso nelle monarchie da secoli (la Marcha real spagnola) o di recente adozione (la Fanfara e marcia reale d'ordinanza italiana). Le agitazioni politiche, soprattutto i moti del '48, danno anche vita a situazioni paradossali, ad esempio con Strauss figlio che durante l'insurrezione compone marce rivoluzionarie (Revolutionsmarsch op. 54, Studentenmarsch op. 56) e dopo la sua sconfitta torna a scrivere marce filoimperiali (Kaiser-Franz-Joseph-Marsch op. 67).
Nonostante l'adozione della marcia da parte della musica più elevata, spesso sono proprio gli specialisti del genere a dar vita a composizioni «sempreverdi», come la Radetzky di Strauss padre (tradizionalmente eseguita a chiusura del Concerto di Capodanno), o come - in un'epoca d'oro inaugurata da grandi direttori di banda negli anni 1880 - Vjezd gladiátorů di Fučík (divenuta un classico degli spettacoli circensi ai quali si è legata nell'immaginario collettivo) e le popolari marce patriottiche dello statunitense Sousa (quali Stars and Stripes Forever e Washington Post).

### XX secolo
Gli inizi del Novecento restano prodighi di composizioni, il cui successo è spesso amplificato dal cinema nei decenni a venire. È questo il caso della Colonel Bogey di Kenneth J. Alford (impiegata nella colonna sonora del Ponte sul fiume Kwai), come di Pomp and Circumstance di Elgar (il cui celebre trio formerà parte di quella di Arancia meccanica e altre pellicole).
La perdita di centralità della fanteria nel primo conflitto mondiale interrompe però la tradizione e il pubblico stesso raffredderà il proprio interesse per l'intrattenimento bandistico, rivolgendolo ad altri e nuovi fenomeni musicali. Molte delle marce entrate nei repertori delle bande del XX secolo, e ancora in voga nel XXI, provengono non a caso dal periodo di massimo splendore della marcia a cavallo tra Ottocento e Novecento. Nelle città statunitensi, comunque, fino al secondo dopoguerra la marcia accompagna svariate occasioni della vita civile (festività, parate bandistiche, dei vigili del fuoco, militari, di veterani e di reparti scout).

## Struttura e caratteristiche

### Forma
Pur nelle sue infinite varianti la marcia ha una struttura di base consolidata, con una sezione destinata all'intero organico, un secondo tema spesso di trombone e un trio cantabile scritto in una diversa tonalità. Spesso è introdotta da una fanfara e dura tipicamente pochi minuti (in media tre o quattro). Alcune tradizioni militari - come quella statunitense sviluppata soprattutto da Sousa - arricchiscono il trio con la tecnica del break strain (talvolta nella variante del dogfight), suonato generalmente forte: un dialogo tra strumenti o gruppi di strumenti che si rilanciano alternatamente una frase. Questa tecnica spezza la ripetizione del trio e introduce un'idea di «combattimento» (melodia e contromelodia) rafforzando il carattere marziale del pezzo.

### Tempo e metrica
Storicamente il tempo di marcia dipende dalle esigenze dei reparti militari e dalla concreta funzione che la marcia è chiamata a svolgere. Si distingue così tra passo ordinario (da parata o da rivista, circa 60-80 bpm), passo doppio (da manovra, circa 100-140) e passo di carica (oltre 140). La misura media del passo doppio, intorno ai 120 bpm, forma lo standard della marcia napoleonica tuttora in vigore in Francia. In campo militare esistono però diverse eccezioni sia tra i diversi corpi (la legione straniera marcia a 88 bpm, gli alpini a 110, i bersaglieri al passo a 140, di corsa a 180), sia tra le nazioni (il Regno Unito adotta uno standard compreso tra 88 e 112 bpm, la Germania lo fissa a 110), sia legate al genere (le marce funebri si eseguono generalmente al passo ordinario).
Il metro è tipicamente binario o quaternario. Si impiegano perciò i tempi semplici di 24 e 44 e quelli composti di 68 e 128 oltre al cosiddetto «tempo tagliato» (22). Alcune marce alternano i tempi semplici e i corrispondenti tempi composti (ad esempio 24 e 68). La metrica della marcia, che ricorre a una scansione pari per marcare l'alternanza dei passi umani, non esclude tuttavia l'esistenza di eccezioni in metro dispari (in genere 34), giustificate dalla tradizione della marcia delle origini.

### Ritmo
Nella sua Schule der Praktischen Tonsetz Kunst op. 600 Czerny individua cinque tipi di marcia in 44 e 68, isolando tre schemi ritmici fondamentali. Secondo l'autore, il tempo di 68 è riservato talvolta alle marce veloci. Queste ultime prevedono due passi per battuta (vale a dire uno ogni minima o ogni semiminima puntata a seconda del tempo), mentre le marce solenni, funebri e da parata ne contemplano quattro (uno ogni semiminima). Emerge in particolare come caratteristica tipica della marcia l'impiego del ritmo puntato, con una nota lunga e una o più note brevi, queste ultime collocate sul tempo debole della battuta.

### Tonalità
Quando ha natura brillante la marcia privilegia le tonalità maggiori, ma non è escluso che la composizione possieda invece un carattere drammatico e sia scritta quindi in modo minore. Il ricorso tradizionale alle scale maggiori e a una melodia che procede per triadi sembra in parte retaggio dell'antica limitazione dell'estensione dei fiati alla serie degli armonici naturali. La sezione centrale (trio) tende a modulare in tonalità vicina, specie quella della sottodominante della scala maggiore o, nelle marce composte in tonalità minore, quella della relativa o della parallela. L'armonia è generalmente semplice.
La destinazione alla banda e l'impiego in quest'ultima di numerosi strumenti traspositori tende tuttavia a restringere il novero delle tonalità usate, che quindi si discostano poco dall'ambito do-fa-si♭-mi♭ maggiori e relative minori (la-re-sol-do). Ciò avviene perché l'aumento del numero delle alterazioni in chiave incrementa la difficoltà d'esecuzione.

### Organico
La marcia è composta generalmente per banda, della quale costituisce la forma più tipica e rappresentativa: questo complesso infatti, oltre a comporsi degli strumenti più idonei all'esecuzione all'aperto (fiati e percussioni), per definizione esegue musica camminando, quando non sia proprio formato all'interno di corpi militari. È ovviamente possibile destinare una marcia a orchestre più estese - specie nella musica d'arte - o più ridotte, e dunque a ogni altro tipo di formazione strumentale.

## Tipologia
Secondo la concreta funzione che assume di volta in volta, la marcia dà vita ad altrettanti tipi, peraltro frequentati dai compositori per motivi anche puramente artistici e indipendenti dall'eventuale uso pratico. Tipi fondamentali sono la marcia militare, funebre, caratteristica, brillante, sinfonica, religiosa.

### Marcia brillante
La marcia brillante esalta il carattere di allegrezza e vivacità del pezzo, non esclusa la previsione di passaggi di notevole difficoltà che a volte impegnano perfino gli strumenti in genere destinati all'accompagnamento. Brillanti si possono spesso definire le marce patriottiche dello statunitense Sousa.

### Marcia caratteristica
La marcia caratteristica si contraddistingue per l'impiego di temi ed elementi musicali d'ispirazione folkloristica, tipici di un popolo o di un paese, generalmente esotico. Ciò può riflettersi nei ritmi, nel timbri, nella melodia, non escluso l'impiego del modo minore o di scale caratteristiche. La marcia caratteristica può trovare impiego nella musica a programma.

### Marcia funebre
La marcia funebre si caratterizza per la lentezza d'esecuzione (anche se il tempo varia secondo le tradizioni locali, i manuali militari, la stessa distanza percorsa dal corteo funebre). Tale lentezza incide sulla durata del pezzo, che può raggiungere e superare i dieci minuti. Possiede la struttura della marcia comune ma privilegia le tonalità minori, salvo nel trio, scritto in modo maggiore a significare consolazione. La melodia è tipicamente monotona e cupa.

### Marcia militare
La marcia militare è il genere più tipico, antico e funzionale di marcia. Destinata a imprimere il passo ai soldati, presenta un ritmo rigorosamente marcato e trova impiego nelle parate. Come forma base, che rinuncia all'ampiezza e alla complessità del discorso musicale, è anche il tipo di marcia dalla durata media più breve (intorno ai tre minuti).

### Marcia religiosa
Le marce religiose tendono ad adottare un tempo moderato e solenne ma presentano pochi caratteri d'originalità, specie nella strumentazione. Rappresentano un repertorio minore, dedicato a feste e solennità, e non ne esistono esempi particolarmente famosi. Tuttavia non è infrequente la trascrizione per banda di inni sacri o canti liturgici, talvolta anche in funzione d'inno nazionale come per il celebre Noi vogliam Dio dello Stato Pontificio.

### Marcia sinfonica
La marcia sinfonica è composta eminentemente per banda senza implicazioni pratiche ma per pure finalità artistiche. Rappresenta infatti il nodo di congiunzione tra musica colta (sinfonica) e popolare, e viene eseguita sia nelle parate in movimento sia nei concerti da fermi. Composizione spesso di maggior respiro, è scritta in genere in tempo moderato, privilegia le tonalità maggiori (con la tipica modulazione alla sottodominante) e presenta rispetto alle marce comuni più libertà formale e maggior complessità nell'organico, nel fraseggio, nei controcanti. La durata si estende intorno ai sette minuti, variando perlopiù da un minimo di cinque a un massimo di otto.

## Tradizioni nazionali

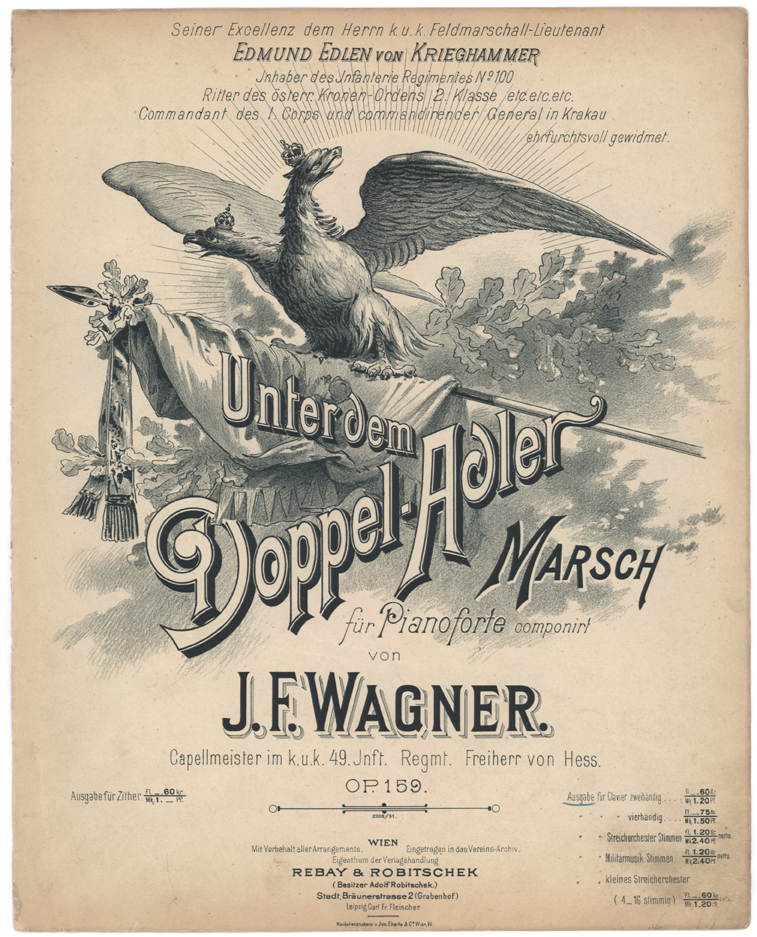
Frontespizio della marcia austriaca Unter dem Doppeladler di J. F. Wagner incisa tre volte anche da Sousa

### Austria e Boemia
La tradizione austriaca e boema della marcia risente di quella tedesca sul piano stilistico, ma la marcia austriaca presenta maggior leggerezza d'impianto e minor drammaticità. Tra i compositori boemi risalta la figura di Julius Fučik.

### Francia
In Francia si tende a distinguere la marcia propriamente detta (suonata dalla banda sola) dal défilé (dove alla banda si aggiunge una batteria di trombe e tamburi). A dispetto del nome di quest'ultimo, entrambi i tipi sono in uso nelle sfilate, e la distinzione è in realtà poco rigorosa. Un terzo tipo è il pas redoublé, un genere di cui è autore eminente Saint-Saëns e che si distingue dagli altri solo per la specifica destinazione al concerto.

### Germania
Per la Germania l'Armeemarschsammlung, raccolta stilata su decreto di Federico Guglielmo III del 10 febbraio 1817, distingue quattro tipi di marcia: da fanteria lenta, da fanteria veloce, da cavalleria o artiglieria campale, mista. La marcia da concerto tedesca è più ricca nella combinazione di elementi specifici che impreziosiscono la comune base strutturale della marcia: contromelodie di flicorno, fanfare, obbligati affidati ai legni.

### Italia
La tradizione italiana non offre esempi significativi di marcia militare ma eccelle nella marcia sinfonica, di cui fornisce uno standard mondiale. La forma sinfonica permette un più ampio respiro melodico e un'interpretazione più libera che nella marcia da parata.

### Regno Unito
Le marce britanniche sono generalmente sobrie e moderate (anche nel tempo di esecuzione) e non di rado vi sopravvivono i temi attinti dalla canzone popolare dei primi secoli. Singole e riconoscibili arie distinguono tra loro le diverse marce reggimentali.

### Spagna
Nella tradizione spagnola, come nella francese, le marce sono categorizzate in più tipi: la marcha propriamente detta (militare con le caratteristiche parti di percussioni e trombe), la marcha de concierto (in tempo binario brillante), la marcha procesional (affine alla precedente ma più solenne e in tempo quaternario), il paso doble (marcia o danza da corrida).

### Stati Uniti
Gli Stati Uniti hanno una tradizione di marce militari e patriottiche di grande popolarità, come anche di marce funebri in uso nelle esequie e nelle commemorazioni. Sono in voga poi le concert marches (marce da concerto simili alla marcia sinfonica) e le marce da circo, dal tempo veloce e dal ritmo particolarmente preciso, che richiede a volte l'esecuzione di accenti intensivi. Deriva dalla marcia il patrol, il cui più noto esempio è l'American Patrol di Frank White Meacham diventato anche uno standard jazz. Questo genere nasce per simulare, in un gioco dinamico di crescendo e diminuendo, il passaggio di una banda presso l'ascoltatore. Il galop, popolare tra XIX e XX secolo, è a sua volta considerato una marcia veloce ed è anch'esso diffuso nei circhi, dove si esegue a un tempo accelerato anche fino ai 240 bpm.

## Impiego e diffusione
Genere bandistico per eccellenza, la marcia è parte essenziale del repertorio dei complessi di fiati di tutto il mondo. In ambito militare è impiegata negli onori, nelle pubbliche cerimonie funebri (come marcia funebre), nelle parate e in tutte le occasioni che richiedono il procedere unito e marziale del reparto. In ambito non militare accompagna le occasioni festive, nelle processioni religiose come nelle sfilate commemorative di alcune ricorrenze (in Italia ad esempio il 4 novembre) o in altre occasioni folkloristiche e profane. Anche i circhi dispongono di complessi che eseguono marce briose a sfondo di parate e numeri d'ogni tipo, coinvolgendo il pubblico nella scansione del ritmo attraverso l'applauso.
Per la loro popolarità, alcuni motivi di marcia si sono fatti coro da stadio: tra questi il trio di Stars and Stripes Forever (divenuto prima canto dei minatori britannici con il titolo Here We Go e poi coro delle tifoserie calcistiche esportato in tutto il mondo), la Marcia trionfale dell'Aida (tra l'altro diffusa tradizionalmente in prepartita allo stadio Tardini di Parma, a motivo delle origini bussetane di Verdi), la stessa Marsigliese, la Mickey Mouse March (nota anche come epilogo del film di Kubrick Full Metal Jacket del 1987).